# 賈偉南
賈偉南（英語：Ka Wai Nam，1962年6月7日—），是香港資深編劇。他早年在九龍長大。1979年畢業於位於長沙灣的英文中學。1981年考入香港無綫電視編劇訓練班，同期有韋家輝、歐冠英及蔡錦源三人，他於1989年晉升為編審，首部編審的劇集是鄧特希合作的《香港雲起時》。於2012年離開服務31年的無綫電視，並於2013年回歸無綫電視並於2015年再次離開，劇集《東坡家事》為其在無線電視告別的作品。

## 編審／編劇列表

### 電視劇（無綫電視）
- 1984年：《鹿鼎記》編劇（名為“賈偉男”）
- 1986年：《赤腳紳士》編劇、《英雄故事》編劇
- 1987年：《成吉思汗》編劇
- 1988年：《太平天國》編劇
- 1989年：《淘氣雙子星》編劇、《天涯歌女》編劇、《香港雲起時》編審
- 1990年：《成功路上》編審`、《回到未嫁時》編審
- 1991年：《今生無悔》編審
- 1993年：《原振俠》編審
- 1994年：《俠女游龍》編審、《阿Sir早晨》編審、《恨鎖金瓶》編審
- 1995年：《總有出頭天》編審
- 1996年：《900重案追兇》編審
- 1997年：《刑事偵緝檔案III》編審（與歐冠英合作）、《鑒證實錄》編審
- 1998年：《離島特警》編審、《鑑證實錄II》編審
- 1999年：《刑事偵緝檔案IV》編審（與歐冠英、邵麗瓊合作）
- 2000年：《緣份無邊界》編審、《雷霆第一關》編審
- 2001年：《肥婆奶奶扭計媳》編審、《皆大歡喜古裝版》編審（與趙靜蓉合作）
- 2003年：《心花放》編審
- 2004年：《青出於藍》編審+編劇（與梁詠梅、黃偉強合作）、《懸案追凶》編審
- 2005年：《胭脂水粉》編審+編劇
- 2007年：《突圍行動》編審（與黃偉強合作）、《舞動全城》編審+編劇、《匯通天下》編審+編劇
- 2008年：《Click入黃金屋》編審（與梁敏華合作）《金石良缘》编審+编剧
- 2009年：《盛世仁傑》編審+編劇、《宮心計》編審+編劇（與蔡婷婷合作）
- 2010年：《天天天晴》編審（與邵麗瓊合作)、《情越雙白線》編審（與吳肇銅合作）
- 2011年：《你們我們他們》編審
- 2014年：《叛逃》編審、《醋娘子》編審
- 2015年：《東坡家事》編審

### 電視劇（其他）
- 2013年：《紫釵奇緣》

### 電影
- 1994年：《仙人掌》[1]

## 外部連結
- 賈偉南的新浪微博
- TVB週刊vol.757 幕後人語 （页面存档备份，存于）